# Сарагоса (женский футбольный клуб)
«Сарагоса» (исп. Zaragoza Club de Fútbol Femenino) — испанский женский футбольный клуб из одноимённого города, выступающий в Примере. 

## История
Команда была основана в 2002 году, когда компания «Транспортес Алькайне» приобрела клуб «Интер Арагон», выступавший во втором дивизионе. В сезоне 2004/05 клуб одержал победу во втором дивизионе  (исп. Primera Nacional) и получил право выступать в Суперлиге. 
В 2007 году генеральным спонсором клуба стала «Grupo Prainsa» и команда получила имя «Праинса Сарагоса», под которым она играла до 2013 года.
Наиболее успешным для клуба стал сезон 2008/09, по итогам которого команда заняла 5-е место в национальном чемпионате и дошла до финала Кубка Испании, в котором уступила «Эспаньолу». В 2013 году команда второй раз в истории дошла до финала Кубка, но проиграла «Барселоне» со счётом 0:4.
26 сентября 2016 года клуб сменил название на «Женский футбольный клуб «Сарагоса».

## Основной состав
На 9 января 2018 года
Примечание: Флаги указываются, так как игрок может иметь более одного гражданства по правилам ФИФА.
| №  |         | Позиция | Игрок            |
| -- | ------- | ------- | ---------------- |
| 1  | Испания | Вр      | Эстер Сульястрес |
| 2  | Испания | Защ     | Айноа Лопес      |
| 3  | Япония  | Защ     | Минори Тиба      |
| 4  | Испания | Защ     | Нора Санчес      |
| 5  | Испания | ПЗ      | Сара Монфорте    |
| 6  | Испания | Защ     | Наталия Себолья  |
| 7  | Испания | Защ     | Лаура Ройо       |
| 8  | Испания | ПЗ      | Тереса Рей       |
| 10 | Испания | Нап     | Нурия Мальяда    |

| №  |                           | Позиция | Игрок             |
| -- | ------------------------- | ------- | ----------------- |
| 11 | Испания                   | Нап     | Наима Гарсия      |
| 12 | Соединённые Штаты Америки | ПЗ      | Денали Мурнан     |
| 13 | Испания                   | Вр      | Ойана Альдаи      |
| 14 | Испания                   | ПЗ      | Арене Альтонага   |
| 17 | Япония                    | ПЗ      | Майя Ямамото      |
| 18 | Испания                   | Нап     | Макарена Порталес |
| 20 | Испания                   | Защ     | Лусия Фуэртес     |
| 22 | Испания                   | Защ     | Лара Мата         |
| 23 | Испания                   | ПЗ      | Каролине Моралес  |